# Euagra chica
Euagra chica är en fjärilsart som beskrevs av George Francis Hampson 1898. Euagra chica ingår i släktet Euagra och familjen björnspinnare. Inga underarter finns listade i Catalogue of Life.